# 윤서호
윤서호(尹？鎬, 1998년 2월 2일 ~ )는 대한민국의 축구 선수로, 윤서호의 포지션은 우측 풀백이다. 또한 2020년 기준으로 K리그1 수원 삼성 블루윙즈 소속이다.

## 축구인 경력
윤서호는 수원 삼성 블루윙즈 산하 유소년 팀인 매탄고등학교 축구부 출신으로, 우선지명을 받은 후 경희대학교 축구부에 입단하였다.
K리그1 2019 시즌을 앞두고 수원 삼성 블루윙즈와 프로 계약을 체결하였다.